# Pteranodon
A Pteranodon (görög πτερ- „szárny” és αν-οδων „fogatlan”) az egyik legismertebb repülő őshüllőnem, amely a késő kréta kor coniaci és santoni korszakaiban élt (86-84,5 millió évvel ezelőtt) Észak-Amerikában (a mai Kansasban, Alabamában, Nebraskában, Wyomingban és Dél-Dakotában).

## Rendszerezés
A nembe az alábbi 2 faj tartozik:
- Pteranodon longiceps - típusfaj
- Pteranodon sternbergi

## Megjelenése
A Pteranodon az egyik legnagyobb testméretű pteroszaurusznem volt: szárnyainak fesztávolsága átlagosan 3,8 méter volt nőstényeknél és 5,6 méter (a legnagyobb példányoknál 6,25–7,25 méter) hímeknél, testtömege 20 kilogramm, fejének hossza a csőre hegyétől a fej végén lévő csonttarajig 1,8 méter. Az üreges, levegővel telt csontok csökkentették a testtömeget és megkönnyítették a repülést; könnyű szerkezetű csontváza volt. Szárnya a denevéréhez hasonlóan bőrből volt, amelyet a kéz- és karcsontok feszítenek; ám a Pteranodon szárnyvégét csak egyetlenegy ujj feszítette. A fej végén lévő csonttaraj az állat csőrének tömegét ellensúlyozta. Az állat testét szőr borította. A tüdő mellett légzsákjai is voltak. Az állat meleg vérű volt, ami minden repülő állat létszükséglete, mert energiájukat a táplálékból a lehető leggyorsabban ki kell nyerniük. A Pteranodon agya jól fejlett volt, különösen azok a részek, amelyek a mozgást, látást és egyensúlyozást irányították.
Más pteroszauruszoktól, mint a Rhamphorhynchustól és a Pterodactylustól eltérően a Pteranodonoknak fogatlan állkapcsa volt, a mai madarakhoz hasonlóan.

## Életmódja
A Pteranodon a sziklás partvidékeket részesítette előnyben. Az állat talán tartós párkapcsolatban élhetett. Tápláléka halakból állt. A Pteranodon a hullámok fölött vitorlázva kutatott a felszín közelében úszkáló halak után; majd lesiklott és hosszú, hegyes csőrével elkapta zsákmányát. Az állat a felszálló légáramlat segítségével szállt fel.
Feltételezik, hogy a Pteranodon gondozta kicsinyeit, meleggel és táplálékkal látta el őket.
Közkeletű tévedés, hogy a Pteranodon repülő dinoszaurusz volt: a pteroszauruszok nem tartoztak a dinoszauruszok öregrendjéhez.

## A populáris kultúrában
A Pteranodon látható egy pillanatra az Elveszett világ: Jurassic Park utolsó jelenetében, és jelentős szerep jut neki a Jurassic Park III.-ban, bár itt – a valósággal ellentétben – fogakkal ábrázolják. A Dinotópia filmekben a Pteranodon ragadozóként tűnik fel, ami képes elejteni akár egy Chasmosaurust is.
A Pteranodonok a T-Rex Expressz című mese sorozat főszereplői a T-Rex mellett.

## Képek

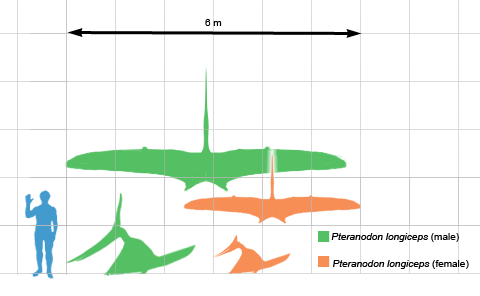
A Pteranodon és az ember méretének összehasonlítása
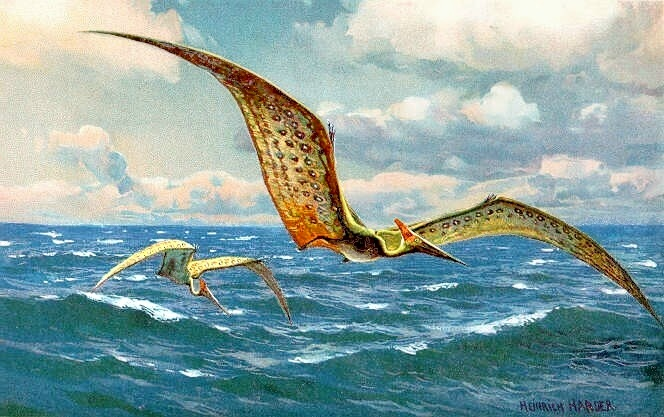
Rajz repülő Pteranodonokról
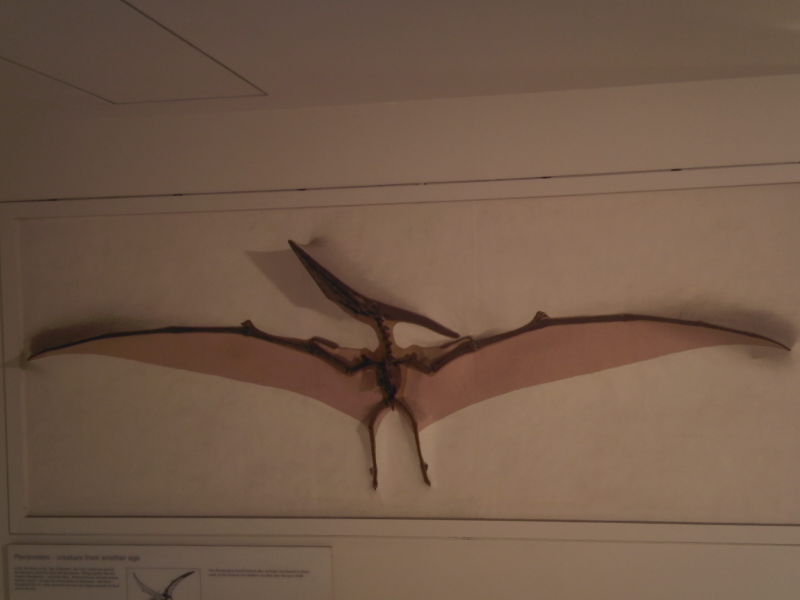
A Pteranodon longiceps rekonstrukciója a londoni Természettudományi Múzeumban
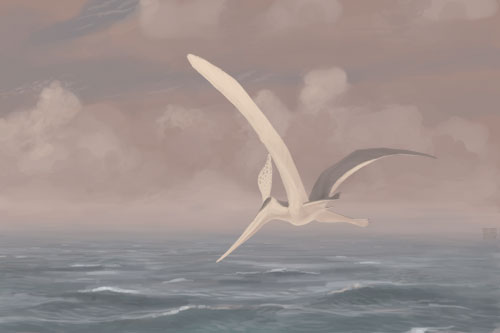
Rajz a Pteranodon sternbergi-ról